# Uroš Zorman
Uroš Zorman, né le 9 janvier 1980 à Kranj en Yougoslavie, est un ancien joueur slovène de handball. Avec 225 sélections, il est le joueur le plus capé de la équipe nationale slovène.

## Biographie
Après avoir commencé sa carrière professionnelle dans les clubs slovènes du RD Slovan Ljubljana puis du RD Prule 67, il rejoint en 2003 l'Espagne et le Ademar León. En 2004, il devient l'un des piliers de l'équipe nationale slovène au Championnat d'Europe 2004 à Ljubljana, compétition où l'équipe remporte la médaille d'argent. Il dispute également les Jeux olympiques en 2004, terminés à la onzième place. Il retourne en Slovénie cette même année 2004 au RK Celje, qui vient de remporter la Ligue des champions.
Mais c'est avec le BM Ciudad Real, qu'il rejoint en 2006, que Zorman remporte ses deux premières Ligue des champions, en 2008 et 2009.
En 2009, il retourne au RK Celje jusqu'en 2011 où il prend la direction du club polonais du KS Kielce. En 2012, au Championnat d'Europe il est élu meilleur demi-centre de cette compétition,. Après avoir remporté avec Kielce sept doublés Championnat-Coupe de Pologne et sa troisième Ligue des champions
 en 2016, il met un terme à sa carrière à en 2018.

## Palmarès

### En club
Compétitions internationales
- Vainqueur de la Ligue des champions (3) : 2008, 2009, 2016
- Vainqueur de la Supercoupe d'Europe (2) : 2006, 2008

Compétitions nationales
- Vainqueur du Championnat de Slovénie (4) : 2002, 2005, 2006, 2010
- Vainqueur de la Coupe de Slovénie (3) : 2002, 2006, 2010
- Vainqueur du Championnat d'Espagne (3) : 2007, 2008, 2009
- Vainqueur de la Coupe ASOBAL (2) :  2007, 2008
- Vainqueur du Coupe du Roi (1) : 2008
- Vainqueur de la Supercoupe d'Espagne (1) : 2007
- Vainqueur du Championnat de Pologne (7) : 2012, 2013, 2014, 2015, 2016, 2017, 2018
- Vainqueur de la Coupe de Pologne (7) : 2012, 2013, 2014, 2015, 2016, 2017, 2018

### En équipe nationale
- Médaille d'argent au Championnat d'Europe 2004,  Slovénie
- 11e place aux Jeux olympiques de 2004 à Athènes,  Grèce
- 10e place au Championnat d'Europe 2008,  Norvège
- 6e place au Championnat d'Europe 2012,  Serbie
- 4e place au Championnat du monde 2013,  Espagne
- 6e place au Championnat du monde 2015,  Qatar
- 14e place au Championnat d'Europe 2016,  Pologne
- 6e place aux Jeux olympiques de 2016 à Rio de Janeiro,  Brésil

### Distinctions individuelles
- élu meilleur demi-centre du Championnat d'Europe 2012[2],[3]